# Сосна Берто. Сен-Тропе
«Сосна Берто. Сен-Тропе» (фр. Le Pin de Bertaud Gassin) — картина французского художника Поля Синьяка, написанная им в 1909 году. С 1948 года  по настоящее время хранится в Государственном музее изобразительных искусств имени А. С. Пушкина, инвентарный номер Ж-3341. До 1918 года она принадлежала  Сергею Щукину, а после Октябрьской революции была конфискована советским государством и передана в Государственный музей нового западного искусства.

## Провенанс
- До 1918 — собрание С. И. Щукина;
- C 1918 по 1948 — ГМНЗИ;
- C 1948 — ГМИИ.